# Portals Nous

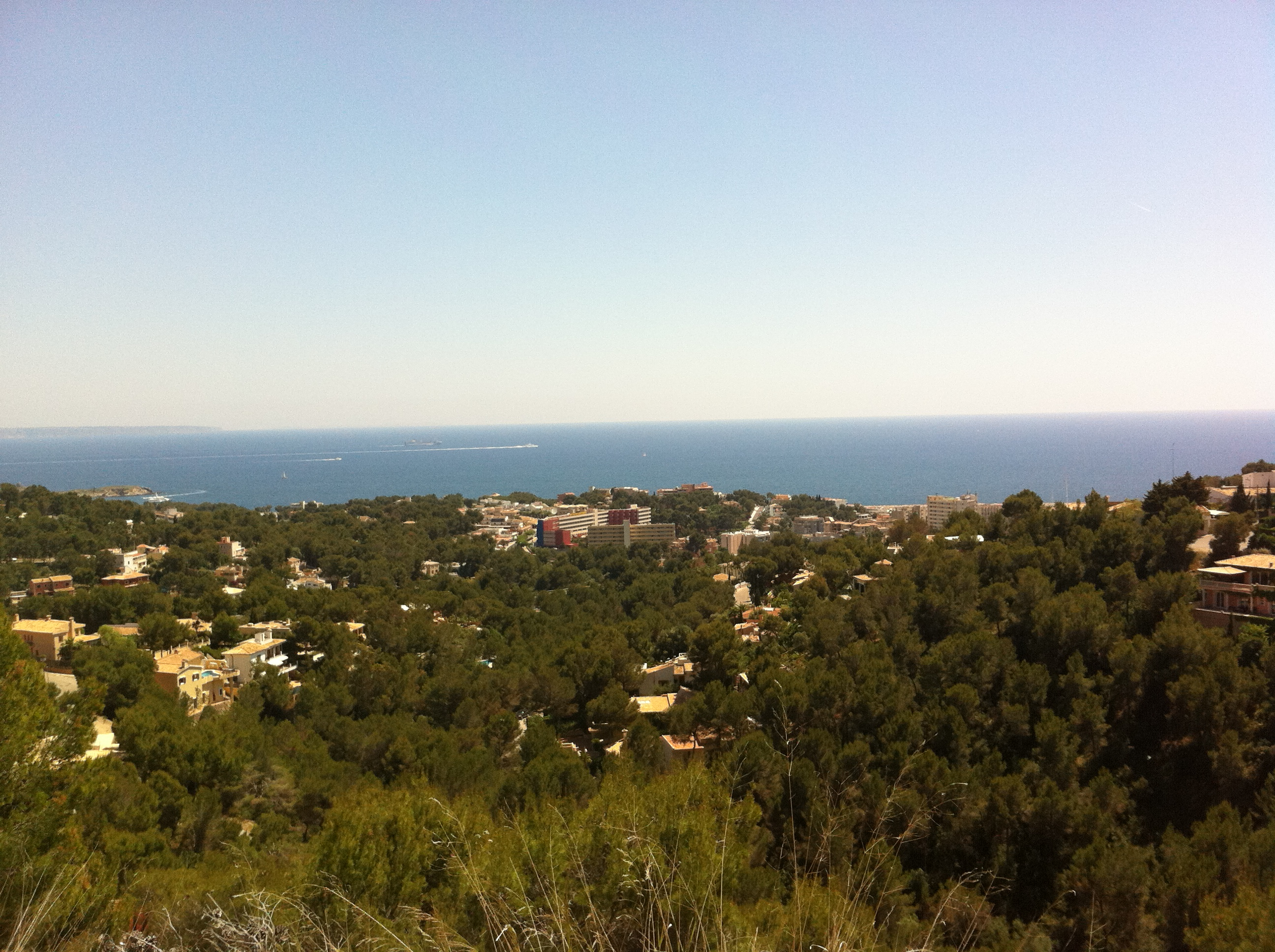
Vista de Portals Nous des de la Costa d'en Blanes

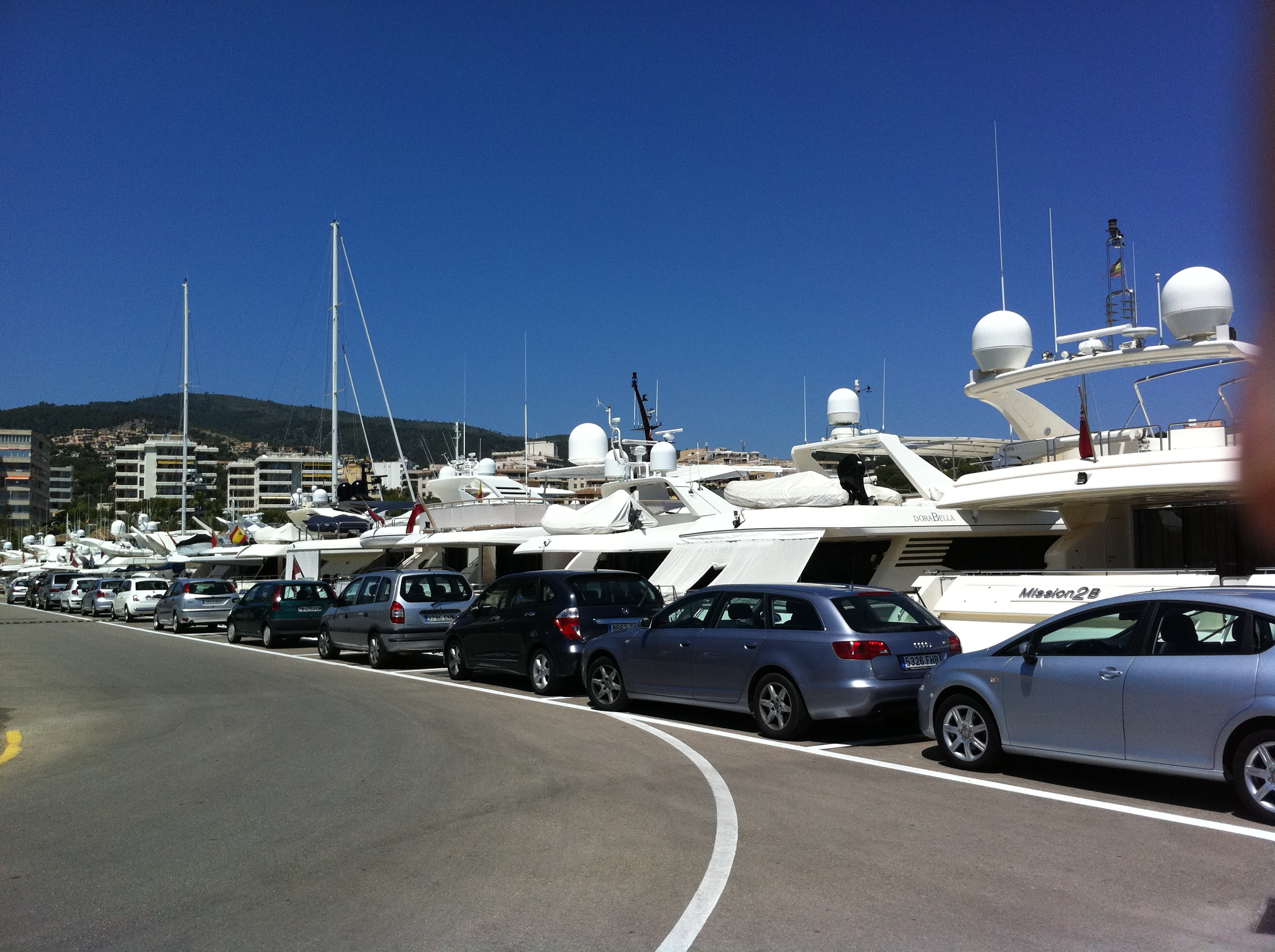
Varador de iots a Portals Nous

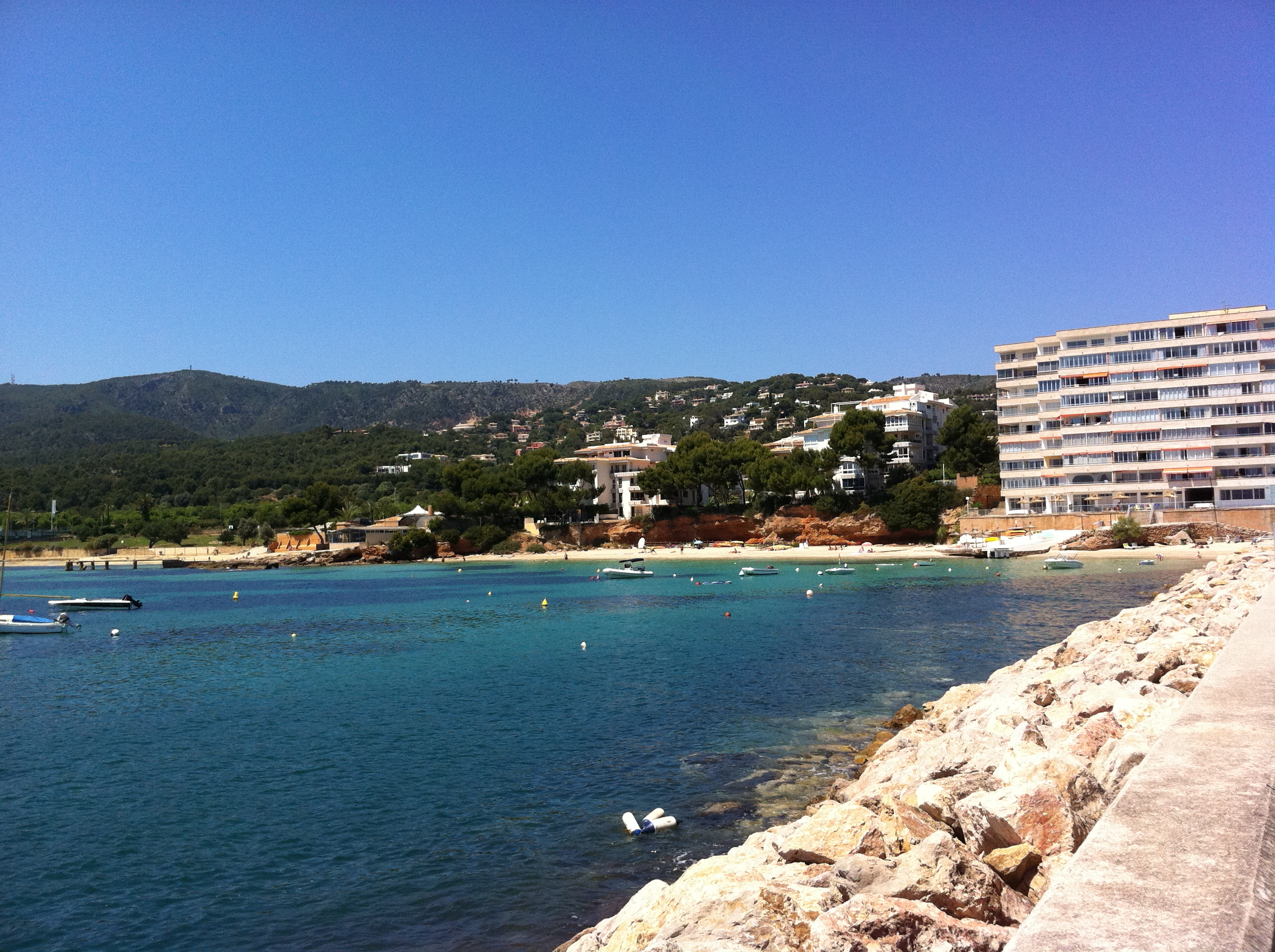
Una de les platges de Portals Nous

Portals Nous és una localitat  turística i residencial pertanyent al terme municipal de Calvià, a Mallorca. Posseeix un port esportiu de renom, anomenat Port Portals, hotels, comerços, tavernes, tres platges i apartaments. A la localitat es troba també el dofinari Marineland Mallorca, on entre altres varietats es fan espectacles amb  dofins i foques. Es caracteritza per ser un lloc assossegat, amb una àmplia cala en la qual hi ha l'illa d'en Sales.

## Història
Fins a l'any 1866 es coneixia com els Terrers de s'Hostalet, predi que depenia, antigament, del de Bendinat. En aquest any es va inaugurar l'Oratori, en terrenys cedits pel marquès de la Romana, amb el trasllat des de les coves de Portals de la Verge del mateix nom.
A la part superior es troba l'Oratori que conté la imatge de la Mare de Déu de Portals, que dona nom a la població.
Fins al començament de la Guerra Civil, les famílies de classe mitjana de Palma van construir les seves segones residències a la zona. Uns dels primers a construir-se un habitatge a la zona fou la cantant nord-americana Dina Moore Bowden i el seu marit, el 1932, fet que ha deixat el topònim de la Punta de na Dina.
El seu port esportiu, Puerto Portals, és un dels centres de reunió del turisme d'elit de l'illa, on s'agrupen la reialesa, la jet-set, artistes i financers.

## Festes
Les festes se celebren entre el 12 i el 15 d'agost.